# Keystone (Wisconsin)
Keystone – miasto w Stanach Zjednoczonych, w stanie Wisconsin, w hrabstwie Bayfield.